# Chhun Sothearath
Chhun Sothearath (sinh ngày 2 tháng 2 năm 1990 ở Phnôm Pênh, Campuchia) là một cầu thủ bóng đá người Campuchia thi đấu cho câu lạc bộ Boeung Ket Angkor ở Giải bóng đá vô địch quốc gia Campuchia. Anh được triệu tập vào Đội tuyển bóng đá quốc gia Campuchia tham dự Vòng loại giải vô địch bóng đá thế giới 2014.

## Danh hiệu

### Câu lạc bộ
Boeung Ket Angkor
- Giải bóng đá vô địch quốc gia Campuchia: 2016:2017
- Mekong Club Championship 2015: Á quân